# Чемпионат СССР по лёгкой атлетике в помещении 1976
Чемпионат СССР по лёгкой атлетике в помещении 1976 года прошёл 1—2 февраля в Москве на зимнем стадионе «Спартак». К соревнованиям на общих основаниях помимо советских спортсменов были допущены иностранные атлеты. На протяжении 2 дней были разыграны 25 комплектов медалей.
Двукратный олимпийский чемпион Виктор Санеев в четвёртый раз в карьере выиграл зимний чемпионат страны. Его победный результат, 17,16 м, оказался на 77 сантиметров дальше, чем у серебряного призёра, и стал лучшим в мировой истории тройного прыжка в помещении.
Инта Климовича не завоевала медалей на турнире, но в финале «Б» в беге на 300 метров пробежала быстрее чемпионки страны и установила новое высшее европейское достижение — 38,4. Лучший результат в континентальной истории также показала Ирина Бондарчук, выигравшая дистанцию 3000 метров (9.09,2).
В предварительном забеге на дистанции 60 метров с барьерами Виктор Мясников повторил европейский рекорд (7,5). В финале для уверенной победы ему хватило и результата на 0,1 секунды хуже.
Четвёртый титул чемпиона (и третий подряд) в беге на 60 метров завоевал олимпийский чемпион Валерий Борзов.
Любовь Кононова стала первой советской спортсменкой за 4 года, выигравшей 60 метров с барьерами на чемпионате страны. С тех пор, как с 1973 года в соревнованиях стали участвовать иностранные атлеты, первое место в этом виде ни разу не заняли представительницы СССР. Чемпионками в этот период становились Тереза Новак из Польши и Аннероз Фидлер из ГДР (дважды).

## Командное первенство
| Место | Команда          |
| ----- | ---------------- |
| 1     | «Динамо»         |
| 2     | Вооружённые Силы |
| 3     | «Буревестник»    |

## Медалисты

### Мужчины
| Дисциплина       | Золото                                       | Золото    | Серебро                                     | Серебро    | Бронза                                         | Бронза    |
| ---------------- | -------------------------------------------- | --------- | ------------------------------------------- | ---------- | ---------------------------------------------- | --------- |
| 60 м             | Валерий Борзов Динамо Киев                   | 6,5       | Александр Аксинин Динамо Ленинград          | 6,6        | Александр Корнелюк Динамо Москва               | 6,6       |
| 300 м            | Николай Шибаев Динамо Москва                 | 35,0      | Геннадий Иванов Вооружённые Силы Ташкент    | 35,1       | Ставрос Циорцис Греция                         | 35,1      |
| 600 м            | Павел Литовченко Спартак Москва              | 1.19,4    | Владимир Порывкин Динамо Московская область | 1.19,8     | Анатолий Печерица Трудовые резервы Севастополь | 1.20,3    |
| 800 м            | Виктор Солонецкий Буревестник Красноярск     | 1.50,6    | Станислав Мещерских Вооружённые Силы Москва | 1.51,3     | Виктор Анохин Сборная сельских ДСО Уфа         | 1.51,5    |
| 1500 м           | Геннадий Львов Зенит Свердловск              | 3.46,2    | Владимир Веселов Спартак Москва             | 3.46,3     | Анатолий Мамонтов Вооружённые Силы Кишинёв     | 3.46,5    |
| 3000 м           | Михаил Мазин Динамо Московская область       | 7.58,6    | Владимир Меркушин Вооружённые Силы Минск    | 7.59,6     | Иван Парлуй Вооружённые Силы Смоленск          | 7.59,8    |
| 5000 м           | Валентин Зотов Динамо Минск                  | 13.49,8   | Иван Парлуй Вооружённые Силы Смоленск       | 13.50,0    | Владимир Меркушин Вооружённые Силы Минск       | 13.50,6   |
| 60 м с барьерами | Виктор Мясников Динамо Минск                 | 7,6       | Андрей Коростелёв Локомотив Москва          | 7,8        | Александр Пучков Буревестник Ленинград         | 7,8       |
| Прыжок в высоту  | Сергей Сенюков Спартак Черновцы              | 2,21 м    | Виктор Шкуричев Локомотив Брянск            | 2,18 м     | Виктор Кащеев Буревестник Ленинград            | 2,18 м    |
| Прыжок с шестом  | Юрий Прохоренко Вооружённые Силы Киев        | 5,35 м    | Юрий Исаков Вооружённые Силы Свердловск     | 5,30 м     | Евгений Тананика Спартак Харьков               | 5,25 м    |
| Прыжок в длину   | Валерий Подлужный Трудовые резервы Донецк    | 7,89 м    | Алексей Переверзев Буревестник Москва       | 7,80 м     | Евгений Шубин Буревестник Ленинград            | 7,77 м    |
| Тройной прыжок   | Виктор Санеев Динамо Тбилиси                 | 17,16 м   | Валентин Шевченко Буревестник Москва        | 16,39 м    | Геннадий Бессонов Вооружённые Силы Москва      | 16,37 м   |
| Толкание ядра    | Анатолий Ярош Вооружённые Силы Ворошиловград | 20,00 м   | Александр Барышников Динамо Ленинград       | 19,83 м    | Евгений Миронов Буревестник Ленинград          | 19,58 м   |
| Пятиборье        | Анатолий Грачёв Динамо Москва                | 4092 очка | Виктор Грузенкин Буревестник Красноярск     | 4045 очков | Валерий Качанов Молдова Кишинёв                | 4004 очка |

### Женщины
| Дисциплина       | Золото                                | Золото     | Серебро                                  | Серебро    | Бронза                                      | Бронза    |
| ---------------- | ------------------------------------- | ---------- | ---------------------------------------- | ---------- | ------------------------------------------- | --------- |
| 60 м             | Людмила Сторожкова Мехнат Чирчик      | 7,1        | Вера Анисимова Вооружённые Силы Москва   | 7,1        | Петра Коппеч ГДР                            | 7,2       |
| 300 м            | Нина Зюськова Трудовые резервы Донецк | 38,6       | Людмила Аксёнова Авангард Киев           | 38,7       | Лариса Голованова Буревестник Челябинск     | 38,9      |
| 600 м            | Надежда Мушта Труд Брянск             | 1.30,0     | Татьяна Провидохина Спартак Ленинград    | 1.31,0     | Любовь Жмакина Локомотив Брянск             | 1.31,6    |
| 800 м            | Равиля Измайлова Динамо Москва        | 2.09,4     | Светлана Стыркина Спартак Москва         | 2.10,5     | Рита Вилциня Вооружённые Силы Рига          | 2.11,4    |
| 1500 м           | Гиана Романова Спартак Чебоксары      | 4.19,4     | Тамара Сорокина Динамо Челябинск         | 4.22,1     | Любовь Иванова Вооружённые Силы Кишинёв     | 4.23,4    |
| 3000 м           | Ирина Бондарчук Буревестник Ленинград | 9.09,2     | Ольга Двирна Спартак Ленинград           | 9.14,3     | Гиана Романова Спартак Чебоксары            | 9.18,2    |
| 60 м с барьерами | Любовь Кононова Динамо Алма-Ата       | 8,0        | Гудрун Беренд ГДР                        | 8,0        | Наталья Лебедева Вооружённые Силы Москва    | 8,1       |
| Прыжок в высоту  | Вера Брадачова Чехословакия           | 1,84 м     | Татьяна Шляхто Буревестник Минск         | 1,81 м     | Татьяна Денисова Спартак Орёл               | 1,78 м    |
| Прыжок в длину   | Лидия Алфеева Вооружённые Силы Москва | 6,47 м     | Ильдико Сабо Венгрия                     | 6,45 м     | Татьяна Потапова Труд Калуга                | 6,29 м    |
| Толкание ядра    | Светлана Крачевская Динамо Москва     | 19,89 м    | Раиса Таранда Спартак Московская область | 19,69 м    | Тамара Буфетова Вооружённые Силы Москва     | 18,83 м   |
| Троеборье        | Надежда Ткаченко Авангард Донецк      | 2725 очков | Зоя Спасовходская Буревестник Москва     | 2715 очков | Ираида Степанова Вооружённые Силы Ленинград | 2694 очка |